# 시편 102편
시편 102편은 102번째 시편이다. 라틴어로는 "Domine exaudi orationem meam"이라고 한다.
그리스어 70인역 성경과 라틴 불가타역에서 사용하는 약간 다른 번호 체계에서 이 시편은 시편 101편이다.
이 시편은 성서 다섯 권의 시편 중 네 번째 책의 일부이며 일곱 개의 참회 시편 중 하나이다. 원래 히브리어에서 첫 번째 구절은 시편을 "가난한 사람의 기도" 또는 "고통받는 사람의 기도"로 소개한다. NKJV(New King James Version) 버전은 더 긴 부제를 가지고 있다.

## 배경 및 주제
미드라시 테힐림은 랍비 빈차스(Rabbi Pinchas)의 말을 인용한다. 그는 일부 시편에서 다윗이 "다윗의 기도"(예: 시편 17편 및 86편)에서와 같이 자신의 이름을 부르지만 여기서는 "A의 기도"에서와 같이 자신을 "고난당하는 자"라고 부른다. 괴로워하는 사람". 랍비 핀차스는 다윗이 자신의 후손인 아사, 여호사밧, 히스기야, 이사야 등 의로운 사람들을 예견했을 때 자신을 다윗이라고 불렀다고 설명한다. 그러나 그는 자신의 후손이 될 악인 아하스, 므낫세, 아몬을 보았을 때 자신을 "고난당하는 자"라고 불렀다.
시편 흐름의 더 큰 맥락에서, 시편 95편부터 100편까지 시편 102편에 바로 이어지는 시편 101편에서 시편 101편에서 시편 102편을 찬양하라는 일곱 번의 부름이 있다.

## 내용
1. 여호와여 내 기도를 들으시고 나의 부르짖음을 주께 상달하게 하소서
2. 나의 괴로운 날에 주의 얼굴을 내게서 숨기지 마소서 주의 귀를 내게 기울이사 내가 부르짖는 날에 속히 내게 응답하소서
3. 내 날이 연기 같이 소멸하며 내 뼈가 숯 같이 탔음이니이다
4. 내가 음식 먹기도 잊었으므로 내 마음이 풀 같이 시들고 말라 버렸사오며
5. 나의 탄식 소리로 말미암아 나의 살이 뼈에 붙었나이다
6. 나는 광야의 올빼미 같고 황폐한 곳의 부엉이 같이 되었사오며
7. 내가 밤을 새우니 지붕 위의 외로운 참새 같으니이다
8. 내 원수들이 종일 나를 비방하며 내게 대항하여 미칠 듯이 날뛰는 자들이 나를 가리켜 맹세하나이다
9. 나는 재를 양식 같이 먹으며 나는 눈물 섞인 물을 마셨나이다
10. 주의 분노와 진노로 말미암음이라 주께서 나를 들어서 던지셨나이다
11. 내 날이 기울어지는 그림자 같고 내가 풀의 시들어짐 같으니이다
12. 여호와여 주는 영원히 계시고 주에 대한 기억은 대대에 이르리이다
13. 주께서 일어나사 시온을 긍휼히 여기시리니 지금은 그에게 은혜를 베푸실 때라 정한 기한이 다가옴이니이다
14. 주의 종들이 시온의 돌들을 즐거워하며 그의 티끌도 은혜를 받나이다
15. 이에 뭇 나라가 여호와의 이름을 경외하며 이 땅의 모든 왕들이 주의 영광을 경외하리니
16. 여호와께서 시온을 건설하시고 그의 영광 중에 나타나셨음이라
17. 여호와께서 빈궁한 자의 기도를 돌아보시며 그들의 기도를 멸시하지 아니하셨도다
18. 이 일이 장래 세대를 위하여 기록되리니 창조함을 받을 백성이 여호와를 찬양하리로다
19. 여호와께서 그의 높은 성소에서 굽어보시며 하늘에서 땅을 살펴 보셨으니
20. 이는 갇힌 자의 탄식을 들으시며 죽이기로 정한 자를 해방하사
21. 여호와의 이름을 시온에서, 그 영예를 예루살렘에서 선포하게 하려 하심이라
22. 그 때에 민족들과 나라들이 함께 모여 여호와를 섬기리로다
23. 그가 내 힘을 중도에 쇠약하게 하시며 내 날을 짧게 하셨도다
24. 나의 말이 나의 하나님이여 나의 중년에 나를 데려가지 마옵소서 주의 연대는 대대에 무궁하니이다
25. 주께서 옛적에 땅의 기초를 놓으셨사오며 하늘도 주의 손으로 지으신 바니이다
26. 천지는 없어지려니와 주는 영존하시겠고 그것들은 다 옷 같이 낡으리니 의복 같이 바꾸시면 바뀌려니와
27. 주는 한결같으시고 주의 연대는 무궁하리이다
28. 주의 종들의 자손은 항상 안전히 거주하고 그의 후손은 주 앞에 굳게 서리이다 하였도다

### 히브리어 버전
| 절 | 내용                                                            |
| -- | --------------------------------------------------------------- |
| 1  | תְּפִלָּה לְעָנִ֣י כִי־יַֽעֲטֹ֑ף וְלִפְנֵ֥י יְ֜הֹוָ֗ה יִשְׁפֹּ֥ךְ שִׂיחֽוֹ                          |
| 2  | יְהֹוָה שִׁמְעָ֣ה תְפִלָּתִ֑י וְ֜שַׁוְעָתִ֗י אֵלֶ֥יךָ תָבֽוֹא                                |
| 3  | אַל־תַּסְתֵּ֬ר פָּנֶ֨יךָ \| מִמֶּנִּי֘ בְּי֪וֹם צַ֫ר לִ֥י הַטֵּֽה־אֵלַ֥י אָזְנֶ֑ךָ בְּי֥וֹם אֶ֜קְרָ֗א מַהֵ֥ר עֲנֵֽנִי |
| 4  | כִּי־כָל֣וּ בְעָשָׁ֣ן יָמָ֑י וְ֜עַצְמוֹתַ֗י כְּמוֹקֵ֥ד נִחָֽרוּ                              |
| 5  | הוּכָּֽה כָ֖עֵשֶׂב וַיִּבַ֣שׁ לִבִּ֑י כִּ֥י שָׁ֜כַ֗חְתִּי מֵֽאֲכֹ֥ל לַחְמִֽי                           |
| 6  | מִקּ֥וֹל אַנְחָתִ֑י דָּֽבְקָ֥ה עַ֜צְמִ֗י לִבְשָׂרִֽי                                      |
| 7  | דָּמִיתִי לִקְאַ֣ת מִדְבָּ֑ר הָ֜יִ֗יתִי כְּכ֣וֹס חֳרָבֽוֹת                                |
| 8  | שָׁקַ֥דְתִּי וָֽאֶהְיֶ֑ה כְּ֜צִפּ֗וֹר בּוֹדֵ֥ד עַל־גָּֽג                                    |
| 9  | כָּל־הַ֖יּוֹם חֵֽרְפ֣וּנִי אֽוֹיְבָ֑י מְ֜הֽוֹלָלַ֗י בִּ֣י נִשְׁבָּֽעוּ                            |
| 10 | כִּי־אֵ֖פֶר כַּלֶּ֣חֶם אָכָ֑לְתִּי וְ֜שִׁקֻּוַ֗י בִּבְכִ֥י מָסָֽכְתִּי                              |
| 11 | מִפְּנֵי־זַֽעַמְךָ֥ וְקִצְפֶּ֑ךָ כִּ֥י נְ֜שָׂאתַ֗נִי וַתַּשְׁלִיכֵֽנִי                              |
| 12 | יָמַי כְּצֵ֣ל נָט֑וּי וַֽ֜אֲנִ֗י כָּעֵ֥שֶׂב אִיבָֽשׁ                                     |
| 13 | וְאַתָּ֣ה יְ֖הֹוָה לְעוֹלָ֣ם תֵּשֵׁ֑ב וְ֜זִכְרְךָ֗ לְדֹ֣ר וָדֹֽר                               |
| 14 | אַתָּ֣ה תָ֖קוּם תְּרַחֵ֣ם צִיּ֑וֹן כִּי־עֵ֥ת לְ֜חֶנְנָ֗הּ כִּי־בָ֥א מוֹעֵֽד                       |
| 15 | כִּֽי־רָצ֣וּ עֲ֖בָדֶיךָ אֶת־אֲבָנֶ֑יהָ וְאֶת־עֲפָרָ֥הּ יְחֹנֵֽנוּ                            |
| 16 | וְיִֽירְא֣וּ ג֖וֹיִם אֶת־שֵׁ֣ם יְהֹוָ֑ה וְכָל־מַלְכֵ֥י הָ֜אָ֗רֶץ אֶת־כְּבוֹדֶֽךָ                   |
| 17 | כִּֽי־בָנָ֣ה יְהֹוָ֣ה צִיּ֑וֹן נִ֜רְאָ֗ה בִּכְבוֹדֽוֹ                                    |
| 18 | פָּנָה אֶל־תְּפִלַּ֣ת הָֽעַרְעָ֑ר וְלֹֽא־בָ֜זָ֗ה אֶת־תְּפִלָּתָֽם                              |
| 19 | תִּכָּ֣תֶב זֹ֖את לְד֣וֹר אַֽחֲר֑וֹן וְעַ֥ם נִ֜בְרָ֗א יְהַלֶּל־יָֽהּ                            |
| 20 | כִּֽי־הִ֖שְׁקִיף מִמְּר֣וֹם קָדְשׁ֑וֹ יְ֜הֹוָ֗ה מִשָּׁמַ֚יִם \| אֶל־אֶ֬רֶץ הִבִּֽיט                   |
| 21 | לִשְׁמֹעַ אֶנְקַ֣ת אָסִ֑יר לְ֜פַתֵּ֗חַ בְּנֵ֣י תְמוּתָֽה                                   |
| 22 | לְסַפֵּ֣ר בְּ֖צִיּוֹן שֵׁ֣ם יְהֹוָ֑ה וּ֜תְהִלָּת֗וֹ בִּירֽוּשָׁלִָֽם                               |
| 23 | בְּהִקָּבֵ֣ץ עַמִּ֣ים יַחְדָּ֑ו וּ֜מַמְלָכ֗וֹת לַֽעֲבֹ֥ד אֶת־יְהֹוָֽה                            |
| 24 | עִנָּ֖ה בַדֶּ֥רֶךְ כֹּחִ֗י (כתיב כֹּחִ֗ו) קִצַּ֥ר יָמָֽי                                 |
| 25 | אֹמַ֗ר אֵלִ֗י אַל־תַּֽ֖עֲלֵנִי בַּֽחֲצִ֣י יָמָ֑י בְּד֖וֹר דּוֹרִ֣ים שְׁנוֹתֶֽיךָ                     |
| 26 | לְפָנִים הָאָ֣רֶץ יָסַ֑דְתָּ וּמַֽעֲשֵׂ֖ה יָדֶ֣יךָ שָׁמָֽיִם                                 |
| 27 | הֵ֚מָּה \| יֹאבֵ֗דוּ וְאַתָּ֪ה תַֽ֫עֲמֹ֥ד וְ֖כֻלָּם כַּבֶּ֣גֶד יִבְל֑וּ כַּלְּב֖וּשׁ תַּֽחֲלִיפֵ֣ם וְיַֽחֲלֹֽפוּ       |
| 28 | וְאַתָּה־ה֑וּא וּ֜שְׁנוֹתֶ֗יךָ לֹ֣א יִתָּֽמּוּ                                        |
| 29 | בְּנֵֽי־עֲבָדֶ֥יךָ יִשְׁכֹּ֑נוּ וְ֜זַרְעָ֗ם לְפָנֶ֣יךָ יִכּֽוֹן                                |